# Татт, Джеймс Уильям
Джеймс Уильям Татт (англ. James William Tutt, 26 апреля 1858 — 10 января 1911) — английский энтомолог.

## Биография
Родился 26 апреля 1858 года в городе Струд в графстве Кент. В1875 году окончил школу Святого Николая, а в 1877 году окончил Колледж Святого Марка в Челси. Учился в Лондонском университете. Работал директором в нескольких школах. В 1885 году стал членом Энтомологического общества Лондона, а в 1908—1910 годах был президентом этого общества. В 1890 году сталодним из основателей и первым главным редактором журнала «Entomologist’s Record and Journal of Variation». Умер 10 января 1911 года.

## Научная деятельность
Известен как первооткрыватель индустриального меланизма берёзовой пяденицы.

## Публикации
Опубликовал 4 тома труда «Британские ночные бабочки и их разновидности» (Les Noctuelles Britanniques et leur varieties) и 10-томный труд «Естественная история британских бабочек» (Histoire Naturelle des Lépidoptères britanniques), где описал новые виды и большое количество аберраций.